# Турун мідний
Турун мідний (Poecilus cupreus) — вид твердокрилих комах родини турунових (Carabidae).

## Поширення
Вид поширений в Європі та Північній Азії, на Кавказі, у Малій та Середній Азії до Західного Сибіру. Північною межею ареалу є південь Норвегії, центральна Швеція та Фінляндія. На Британських островах вони зустрічаються лише на острові Уайт. Вони живуть у вологих місцях, таких як вологі узлісся, вологі луки та суглинні поля з малою рослинністю, їх можна знайти під камінням або деревом. Зазвичай вони поширені, але рідко зустрічаються на великих висотах.

## Опис
Жуки досягають довжини тіла від 9 до 13 міліметрів. Вони мають чорний колір тіла і дуже різноманітне забарвлення надкрил, зазвичай з червонуватим, бронзовим, зеленим, синім або фіолетовим металевим блиском. Голова, переднеспинка і її розширений бічний край щільні і сильно структуровані з крапками. Основа переднеспинки плямистіша, ніж у подібного виду Poecilus versicolor. Ноги зазвичай чорного, рідше коричневого або іржаво-червоного кольору. На внутрішній стороні гомілок задніх ніг тварини мають ряд із 8–10 тонких щетинок. Poecilus versicolor має лише від п'яти до восьми щетинок, які також густіші та коротші. Перші три сегменти вусиків мають кіль, причому перші два сегменти світліші за інші.